# La Neuve-Grange
 La Neuve-Grange  là một xã thuộc tỉnh Eure trong vùng Normandie miền bắc nước Pháp.